# Szaven-Pahlavuni Mária bizánci császárné
Szaven-Pahlavuni Mária (1278. január 11./1279. január 10. – 1333. július), születési neve. Rita, kolostori neve: Xéné (Xénia), görögül: Μαρία της Αρμενίας (Κιλικίας), örményül: Մարիա Հայաստանի, franciául: Rita d'Arménie, latinul: Rita Armeniae, örmény királyi hercegnő, bizánci (társ)császárné. A Szaven-Pahlavuni-dinasztia hetumida ágából származott. III. Andronikosz bizánci császár anyja és I. Irén trapezunti császárnő nagyanyja. Szaven-Pahlavuni Izabella ciprusi régensné, valamint II. Hetum, I. Torosz, IV. Szempad, I. Konstantin örmény királyok húga és I. Osin örmény király nővére. Theophanu hercegnő ikertestvére.

## Élete
Apja II. Leó (1236–1289) örmény király, I. Izabella és I. Hetum örmény királyok elsőszülött fia. Édesanyja Küra Anna (–1285) lamproni úrnő, IV. Hetumnak (1220 körül–1250), Lampron urának a lánya. Az 1296-ban vagy akörül elhunyt Theophanu hercegnő ikertestvére volt.
1294. január 7-én vagy január 16-án, esetleg 1295. január 6-án feleségül ment IX. (Palaiologosz) Mihály bizánci (társ)császárhoz, akit még az apja, II. Andronikosz 1281-ben társcsászárává tett, és 1294. vagy 1295. május 21-én császárrá koronáztatott. Rita a házasságával felvette a Mária nevet, és ekkortól automatikusan császárnéi címet viselt az anyósa, férje mostohaanyja, Montferrati Jolán mellett.
Nővére, Izabella hercegnő, aki Lusignan Amalrik ciprusi királyi herceghez, Türosz urához ment feleségül 1293. január 7-én vagy 1294. január 6-án, a húgával szinte egy időben, a férjének, Amalriknak, 1306-tól Ciprus régensének a meggyilkolása (1310) után a gyerekeivel örmény hazájába tért vissza 1311-ben. Izabella a másodszülött fiát, Guido herceget 1317-ben Konstantinápolyba küldte a nagynénje, Mária császárné gondjaira bízva.
Mária pedig, aki örökbe fogadta a bizánci császári családdal, a Palaiologosz-házzal rokonságban álló Szürgiannaina Teodórát, a kun származású Szürgiannész János (–1334) lányát, 1330/32 körül összeházasította az unokaöccsével, Guido ciprusi királyi herceggel, a későbbi örmény királlyal, aki 1342-ben II. Konstantin néven lépett az örmény trónra, már nagynénje halála után. Teodóra volt az örmény király második felesége.

## Gyermekei
- Férjétől, IX. (Palaiologosz) Mihály (1277–1320) bizánci (társ)császártól, 4 gyermek:
  - Andronikosz (1297–1341), III. Andronikosz néven 1316-tól bizánci társcsászár, 1328-tól egyeduralkodó, 1. felesége Braunschweigi Irén (Adelhaid) (1293 körül–1324), 1 fiú, 2. felesége Savoyai Anna (Johanna) (1307–1365), 4 gyermek+2 természetes lány, összesen 7 gyermek, többek között:
    - (2. házasságából): V. János (1322–1391) 1341-től bizánci császár, felesége Kantakuzéna Ilona (1333–1396), VI (Kantakuzénosz) János bizánci (társ)császár lánya, 9 gyermek+2 természetes gyermek
    - (Házasságon kívüli kapcsolatából): I. Irén (1315/20–1341) trapezunti császárné, majd férje halála után császárnő, férje I. Baszileiosz trapezunti császár (1315–1340), nem születtek gyermekei

  - Mánuel (1298 után–1319), nem nősült meg, gyermekei nem születtek, a bátyja gyilkolta meg
  - Anna (–1321), 1. férje I. (Angelosz) Tamás (1288/89–1318) epiruszi despota, nem születtek gyermekei, 2. férje I. (Orsini) Miklós (–1323) epiruszi despota, nem születtek gyermekei
  - Teodóra (–1330 után), 1. férje Teodor Szvetoszláv bolgár cár (1270 körül–1322), nem születtek gyermekei, 2. férje III. Mihály bolgár cár (–1330), 2 gyermek